# Casa al carreró de la Plaça (Pineda de Mar)
Casa al carreró de la Plaça és una obra de Pineda de Mar (Maresme) inclosa a l'Inventari del Patrimoni Arquitectònic de Catalunya.

## Descripció
Casa probablement reconstruïda o aixecada de nou. Conserva el seu portal rodó amb dovelles disposades de forma molt pròpia a la zona, accentuant les dovelles de l'arc. La finestra conserva els elements de suport amb imposta, llinda i base recentment afegits